# 毛花附地菜
毛花附地菜（学名：Trigonotis heliotropifolia）是紫草科附地菜属的植物，为中国的特有植物。分布在中国大陆的云南、四川等地，生长于海拔1,500米至3,000米的地区，多生长在林缘、山地林下、草坡以及溪谷旁，目前尚未由人工引种栽培。